# Monika Červíčková
Monika Červíčková (* 9. února 1967) je česká politička a podnikatelka, ředitelka neziskové organizace Plus 50, v letech 2018 až 2021 poslankyně Poslanecké sněmovny PČR, členka hnutí ANO 2011.

## Život
Po ukončení střední školy nastoupila na Ministerstvo zahraničního obchodu a po třech letech praxe byla vyslána na československý zastupitelský úřad v Sýrii, kde strávila další tři roky. Po návratu ze zahraničí vystudovala v Praze vysokou školu a následně pracovala v incomingové cestovní kanceláři. Jejím dalším působištěm byl opět podnik zahraničního obchodu, kde zastávala jednak pozici tajemníka a zároveň byla zodpovědná za dovoz z USA.
Od roku 2009 podniká v cestovním ruchu – je spolumajitelkou cestovní agentury specializované na školní výlety a exkurze. Taktéž v roce 2009 založila neziskovou organizaci Plus 50, v níž je ředitelkou. Organizace se snaží zlepšit postavení lidí nad 50 let věku na trhu práce.
Monika Červíčková žije v Praze, konkrétně v městské části Praha 12.[zdroj?]

## Politické působení
Od roku 2012 je členkou hnutí ANO 2011, za něž kandidovala ve volbách do Evropského parlamentu v roce 2014, ale neuspěla. Stejně tak nebyla zvolena zastupitelkou města Prahy a městské části Praha 12 ve volbách v roce 2014.
Za hnutí ANO 2011 kandidovala už ve volbách do Poslanecké sněmovny PČR v roce 2013 v Praze, ale taktéž neuspěla. Ve volbách v roce 2017 figurovala na šestém místě pražské kandidátky. Hnutí ANO 2011 sice získalo v hlavním městě 6 mandátů, ale vlivem preferenčních hlasů ji přeskočila Helena Válková. Poslankyní se tak stala až dne 19. června 2018, když na svůj mandát rezignoval její stranický kolega Robert Pelikán.
Ve volbách do Poslanecké sněmovny PČR v roce 2021 již nekandidovala.